# Sobekhotep VI
Khahotepre Sobekhotep VI là một pharaoh thuộc Vương triều thứ 13 của Ai Cập cổ đại. Ông là một trong những vị vua đặt tên theo thần cá sấu Sobek và là người kế nhiệm trực tiếp của Sobekhotep V.

## Gia đình
Người ta vẫn chưa thể xác định được nguồn gốc của Sobekhotep VI. Cha của ông có lẽ là Sobekhotep IV. Giả thuyết này dựa vào việc người ta tìm thấy trên tấm bia đá của Sobekhotep IV có 2 người con trai cũng được gọi là Sobekhotep (Sobekhotep Miu và Sobekhotep Djadja). Vợ của Sobekhotep VI mang tên là Khaenoub hoặc Nubhotepti.

## Trị vì
Kim Ryholt đã chỉ ra rằng, tên ngai của nhà vua là Khahotepre. Tuy nhiên ông lại nghĩ rằng Sobekhotep V mới là Sobekhotep VI và ngược lại. Vì điều này mà trong các nghiên cứu trước đây, Merhotepre Sobekhotep (Sobekhotep V) được coi là Sobekhotep VI, và Khahotepre Sobekhotep là Sobekhotep V.
Khahotepre Sobekhotep trong danh sách vua Turin là người kế nhiệm của Sobekhotep IV. Điều này là do còn một dòng đã bị mất ngay dưới tên của Sobekhotep IV, và chỗ khuyết đó thuộc về pharaoh Merhotepre Sobekhotep V. Vào năm 1997, Ryholt đã chứng minh được điều này.
Sobekhotep VI được công nhận là có một triều đại độc lập, kéo dài trong khoảng 4 năm, 8 tháng và 29 ngày. Cũng theo Ryholt, ông cai trị trong khoảng từ 1719 TCN đến 1715 TCN và là vua thứ 31 của triều đại. Darrell Baker lại nghĩ rằng ông là người cai trị thứ 31, trong khi Jürgen von Beckerath and Detlef Franke cho rằng ông là người thứ 29.
Triều đại của ông được đánh giá là tương đối dài nhưng lại rất ít những kỷ vật liên quan đến nhà vua. Các nhà khảo cổ tìm được một bức tượng đang quỳ gối của Sobekhotep VI cùng với một kỷ vật bọ hung (tại Abydos) và một con dấu có ghi tên ngai của vua.